# SynthAxe

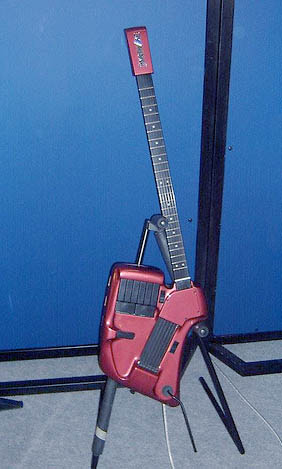
un SynthAxe.

El SynthAxe es un controlador MIDI parecido a una guitarra eléctrica, creado por Bill Aitken, Mike Dixon y Tony Sedivy y fabricado en Inglaterra en 1985. Es un instrumento musical que utiliza sintetizadores electrónicos para producir sonido y se controla mediante el uso de un brazo que se asemeja al cuello de una guitarra en forma y en uso. Su nombre proviene de las palabras sintetizador y Axe (hacha en inglés), un término de argot que significa guitarra. El sistema fue desarrollado como una empresa conjunta financiada por Richard Branson de Virgin Group. Se empezaron a producir en masa a partir de 1986.
La propia SynthAxe no tiene fuente de sonido interna; es puramente un controlador y necesita sintetizadores para producir sonido. El cuello del instrumento está inclinado hacia arriba desde el cuerpo, y hay dos conjuntos independientes de cuerdas.
El diapasón se escanea continuamente y envía señales a los sintetizadores que producen el sonido. El conjunto de la izquierda determina la altura del sonido, por contacto con los trastes en el cuello y por la detección de la flexión de lado a lado de la cuerda. El conjunto derecho de cuerdas son sensibles a la velocidad; estas cuerdas se pueden arpegiar, rasgar o amortiguar de la misma manera que una guitarra. Un teclado compuesto de nueve teclas también se puede utilizar para activar notas en lugar de las cuerdas. El diseño de las teclas de conmutación fue hecho por el fallecido David Fowler, en el momento de comercio bajo BJ Hopkins Inyección y fabricación de herramientas, en Oxford.
Una barra de trémolo electrónico se puede utilizar para efectos de barra de golpe estándar, o se puede redefinir para producir salida MIDI diferente, como los puntos de corte del filtro o el volumen.
Entre los usuarios de la SynthAxe, encuentran: Allan Holdsworth, Al Di Meola, Gary Moore, Chuck Hammer y Christopher Currell.